# اعتلال القرنية الشريطي
اعْتِلاَلُ القَرْنِيَّةِ الشَّريطِيّ(بالإنجليزية: band keratopathy)‏، هو إحدى أمراض القرنية الذي يظهر بسبب وجود ترسبات للكالسيوم في منتصف قرنية العين.
وهذه الحالة هي مثال على التكلس النقيلي، الذي يحدث بسبب فرط كالسيوم الدم.

## الأعراض

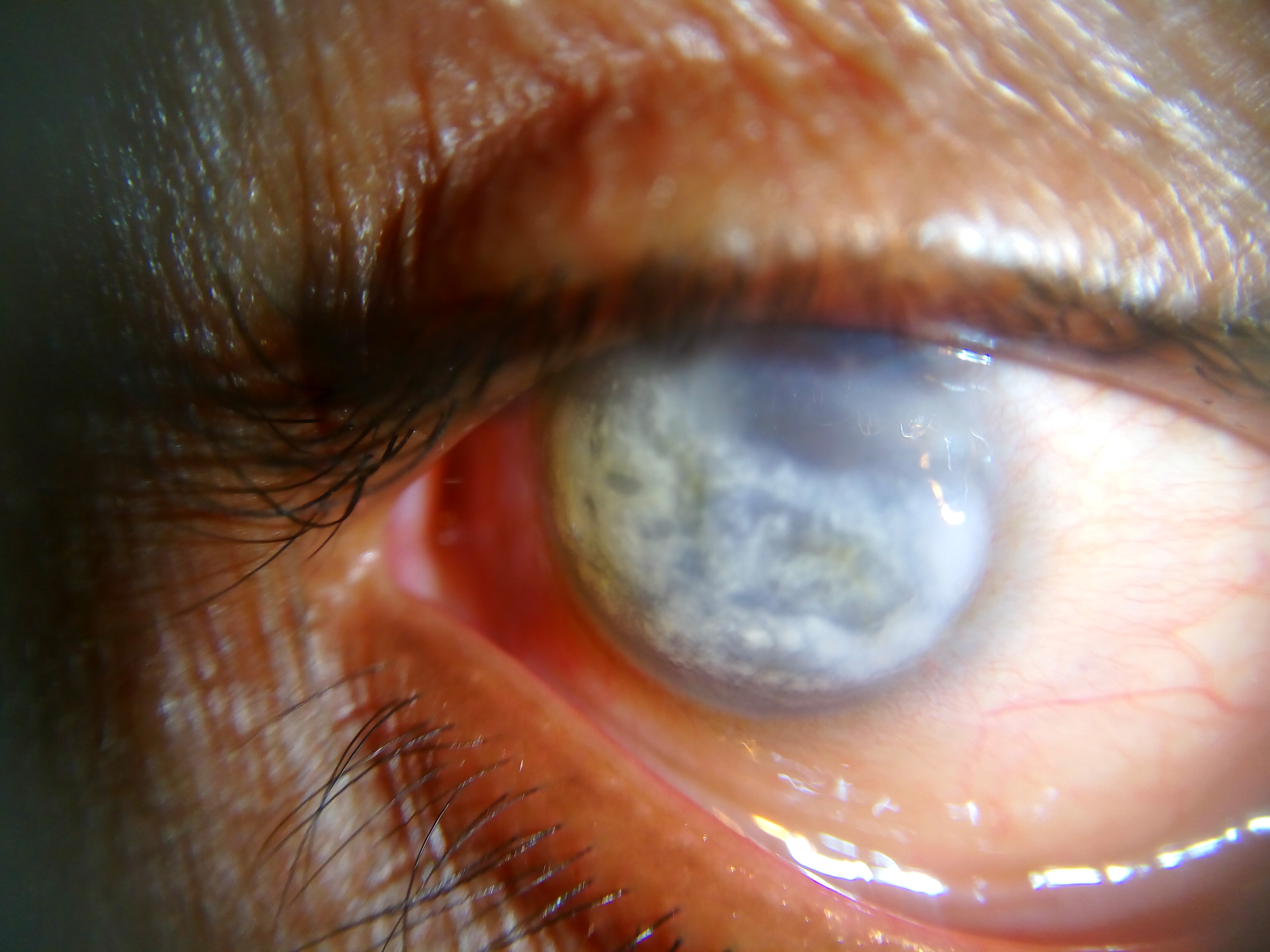
رجل ستيني مصاب باعتلال القرنية الشريطي

تتضمن الأعراض الألم ونقص في حدة البصر.

## الفسيولوجيا المرضية
يحدث اعتلال القرنية الشريطي عندما يتكلس الغشاء الطلائي القاعدي وغشاء باومان. تترسب أملاح الكالسيوم داخل الخلايا عندما يحصل تغير في استقلاب الكالسيوم على مستوى الجسم كاملاً، بينما تترسب خارج الخلايا عند حصول مرض في منطقة معينة من الجسم.

## العلاج
يمكن استخدام ثنائي أمين الإيثيلين رباعي حمض الأسيتيك/ثنائي صوديوم كالسيوم الإيديتات الموضعي كعامل خالب.